# Rochus von Liliencron

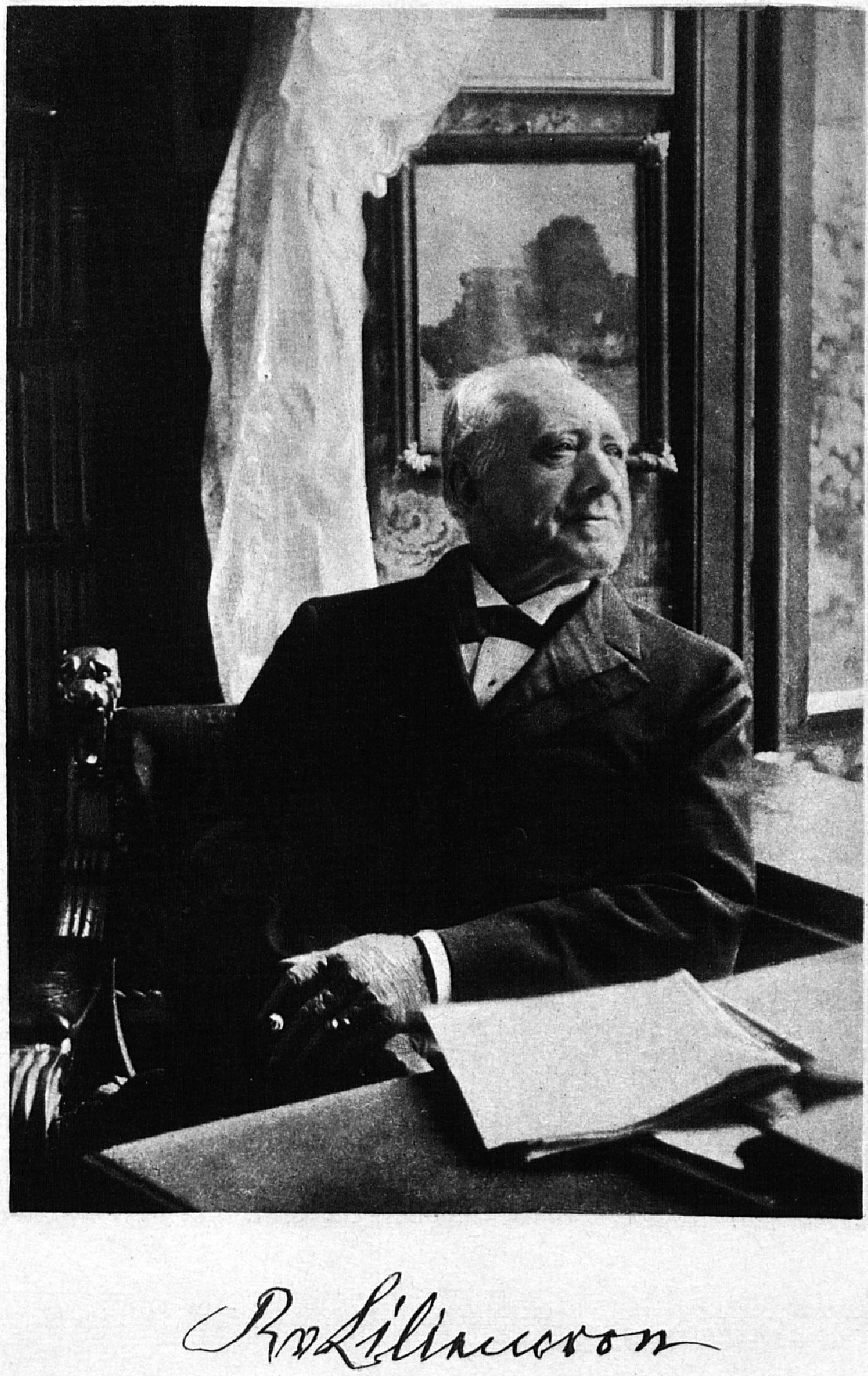
Rochus von Liliencron

Rochus Wilhelm Traugott Heinrich Ferdinand Freiherr von Liliencron (* 8. Dezember 1820 in Plön; † 5. März 1912 in Koblenz) war Germanist, Musikhistoriker und Begründer der deutschen Volksliedforschung. Heute ist er vor allem als Herausgeber der Allgemeinen Deutschen Biographie bekannt.

## Leben
Rochus von Liliencron war ein Sohn des dänischen Generalkriegskommissars Ludwig Carl Freiherrn von Liliencron (1777–1846) und dessen Ehefrau Juliane, geborene Gräfin von Luckner (1788–1863). Rochus von Liliencron war ein Onkel des Dichters Detlev von Liliencron sowie der Schriftstellerin Sophie Wörishöffer. Liliencron heiratete 1851 in Lübeck Luise Tutein (1826–1908). Aus der Ehe gingen zwei Söhne und drei Töchter hervor, darunter der spätere preußische Generalmajor Luiz von Liliencron (1865–1937).

### Ausbildung
Liliencron erhielt zunächst Privatunterricht in seinem Elternhaus Gut Dollrott in der Gemeinde Dollrottfeld (Angeln). Danach besuchte er das Gymnasium in Plön und das Katharineum zu Lübeck bis zum Abitur Ostern 1840. Liliencron studierte Evangelische Theologie und orientalische Sprachen an der Christian-Albrechts-Universität zu Kiel, Rechtswissenschaft und Geschichte an der Friedrich-Wilhelms-Universität zu Berlin. Schließlich studierte Liliencron Germanistik bei Karl Müllenhoff in Kiel, wo er mit der Dissertation Über Neidharts höfische Dorfpoesie im Jahr 1846 promoviert wurde. Bei Besuchen seines Bruders in Kopenhagen lernte er die Dichtung des Hans Christian Andersen und die Schauspielerin Johanne Luise Heiberg kennen. In Kopenhagen betrieb Liliencron Studien zur skandinavischen Literatur. Im Anschluss an seine Habilitation im März 1848 an der Rheinischen Friedrich-Wilhelms-Universität Bonn lehrte er nur kurzzeitig als Privatdozent.

### Kiel, Berlin und Sachsen-Meiningen
Trotz seiner engen persönlichen Beziehungen zu Dänemark stellte er sich zu Beginn der Schleswig-Holsteinischen Erhebung der provisorischen Regierung in Kiel zur Verfügung: Er vertrat ihre Interessen bei der Krone Hannover. Dann wurde Liliencron unter Graf Reventlou der Sekretär im Büro für Auswärtige Angelegenheiten, erst in Rendsburg und später in Schleswig. Seit Anfang 1849 war er Diplomat in Berlin. Wegen der Berliner Tätigkeit konnte er eine für ihn im Jahr 1850 neu geschaffene Professur für nordische Sprachen an der Universität Kiel erst 1851 antreten. Da er nach der vollen Wiederherstellung der dänischen Herrschaft in den Herzogtümern sein Kieler Lehramt wieder verlor, ging er 1852 als a.o. Professor für deutsche Literatur an die Universität Jena. Die von ihm angestrebte Nachfolge von Johann Andreas Schmeller an der Ludwig-Maximilians-Universität München war erfolglos geblieben.
Seit 1855 stand Liliencron als Diplomat, Intendant der Hofkapelle und als Hofbibliothekar in den Diensten von Bernhard II. (Sachsen-Meiningen). Nach der Abdankung des Herzogs am 20. September 1866 zugunsten des Erbprinzen Georg II. (Sachsen-Meiningen) wurde Liliencrons Position schwierig, so dass er 1868 den Dienst quittierte.
Die Königlich Bayerische Akademie der Wissenschaften beauftragte ihn 1869 mit der Redaktion der Allgemeinen Deutschen Biographie. Ihre insgesamt 56 Bände mit mehr als 26.500 Artikeln erschienen von 1875 bis 1912.
1876 wurde Liliencron Propst des Damenstiftes St.-Johannis-Kloster vor Schleswig. Diese Position hatte er bis 1908 inne. Während dieser Zeit konnte Liliencron einen Beitrag zur Aussöhnung zwischen den Häusern Hohenzollern und Schleswig-Holstein-Sonderburg-Augustenburg leisten: 1880 führte er für die herzogliche Familie Augustenburg die Verhandlungen über den Ehevertrag zwischen der späteren Kaiserin Auguste Victoria und dem Kronprinzen Wilhelm, dem späteren Kaiser Wilhelm II.
Liliencron leitete als Vorsitzender von 1900 bis 1911 die Preußische Musikgeschichtliche Kommission. Unter seiner Leitung brachte die Kommission 42 Bände der Denkmäler deutscher Tonkunst heraus. Außerdem begründete Liliencron die Volksliedforschung in Deutschland, war Vorsitzender der Arbeitskommission zur Erstellung eines Volksliederbuches für Männerchor, das die Kommission auf Veranlassung des Kaisers Wilhelm II. im Jahr 1906 herausgab.
Von 1908 bis zum Todesjahr 1912 lebte Liliencron bei seiner Tochter Hedwig Freifrau von Rheinbaben in Berlin und Koblenz.

### Mitgliedschaften
- Freimaurerloge Charlotte zu den drei Nelken in Meiningen
- Ehrenmitglied der Akademie der Wissenschaften zu Göttingen (1901)
- Auswärtiges Mitglied der Preußischen Akademie der Wissenschaften (1901, 1908 Ehrenmitglied)
- Deutsche Comenius-Gesellschaft

### Ehrungen
- Titel Wirklicher Geheimer Rat, verbunden mit dem Prädikat Exzellenz (17. August 1896 zum 50-jährigen Promotionsjubiläum)[2]

- Roter Adlerorden, 1. Klasse mit der Krone und Brillanten[3]
- Königlicher Kronen-Orden (Preußen) 1. Klasse
- Große Goldene Medaille für Wissenschaft
- Komtur 2. Klasse des Hausordens Albrechts des Bären
- Verdienstorden vom Heiligen Michael 1. Klasse
- Komtur des Franz-Joseph-Ordens
- Komtur des Hausordens vom Weißen Falken
- Ehrenkreuz von Schwarzburg 1. Klasse

### Grab

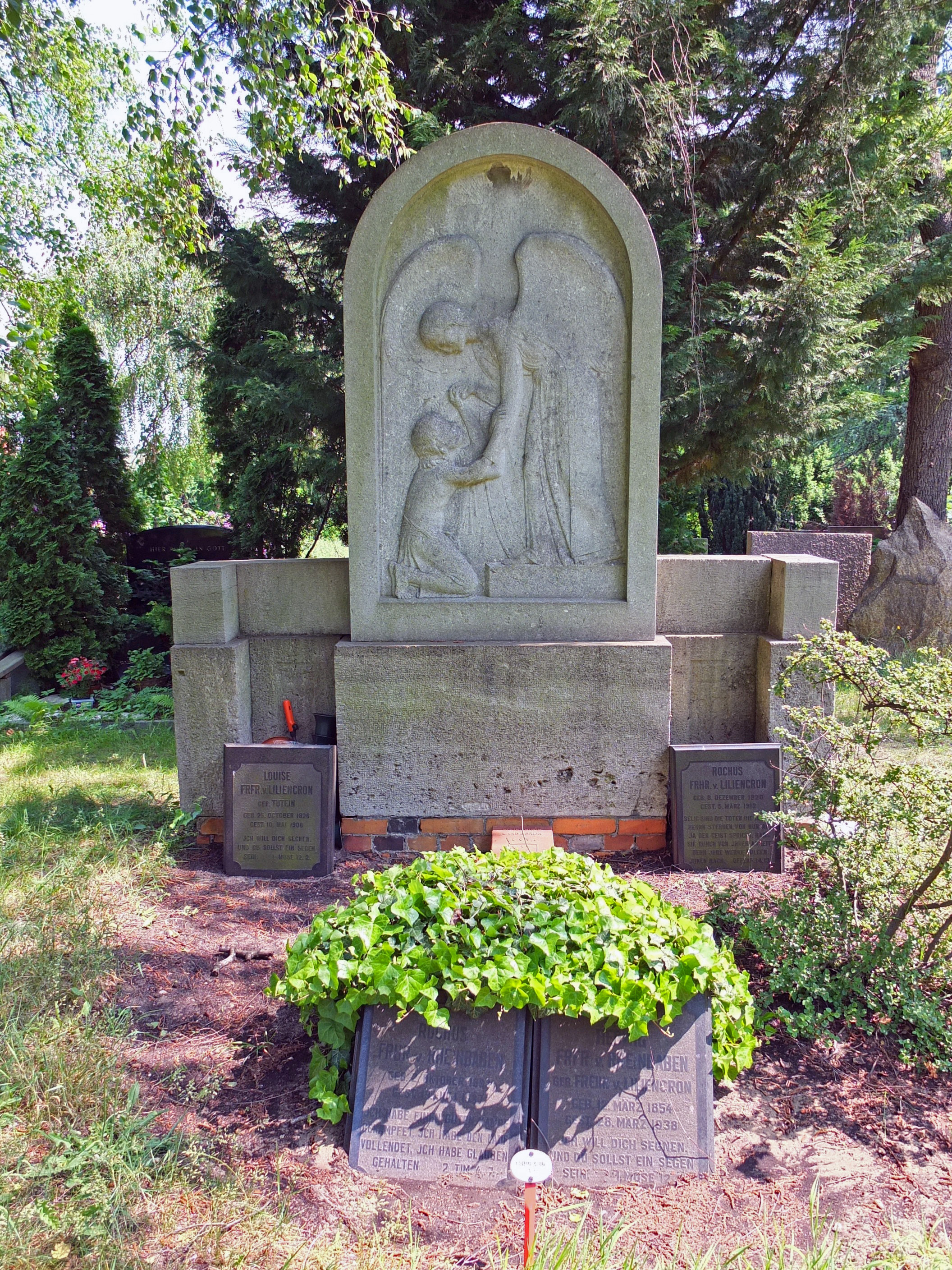
Grabstätte

Das Familiengrab liegt auf dem Berliner Luisenfriedhof II. Das Grab befindet sich im Feld II M-13-24. Es war von 1956 bis 2014 als Ehrengrab der Stadt Berlin gewidmet.

## Monografien
- Über Neidharts höfische Dorfpoesie. Dissertation. In: Zeitschrift für deutsches Altertum 6/1849, S. 69–117.
- Graf Ourem oder Kraft und Macht. Trauerspiel in fünf Aufzügen. Schwers'sche Buchhandlung, Kiel 1844.
- Zur Runenlehre. Zwei Abhandlungen. Gemeinsam mit Karl Müllenhoff. Schwetschke, Halle 1852 Internet Archive.
- Ueber den Chorgesang in der evangelischen Kirche. Habel, Berlin 1880.
- Deutsches Leben im Volkslied um 1530. Union Deutsche Verlagsgesellschaft, Berlin/Stuttgart 1884.
- Liturgisch-musikalische Geschichte der evangelischen Gottesdienste von 1523–1700. Schleswig 1893.
- Der Runenstein von Gottorp. König Sigtrygg's Stein im Schleswig-Holsteinischen Museum vaterländischer Altertümer zu Kiel. Universitäts-Buchhandlung, Kiel 1888.
- Frohe Jugendtage. Lebenserinnerungen. Kindern und Enkeln erzählt. Duncker & Humblot, Leipzig 1902.
- Wie man in Amwald Musik macht. Die siebente Todsünde. Novellen. Leipzig 1903.
  - Neuauflage: Wie man in Amwald Musik macht. Reisebriefe an meine Tochter. Reich, Hamburg-Bergstedt 1957.

## Herausgeber

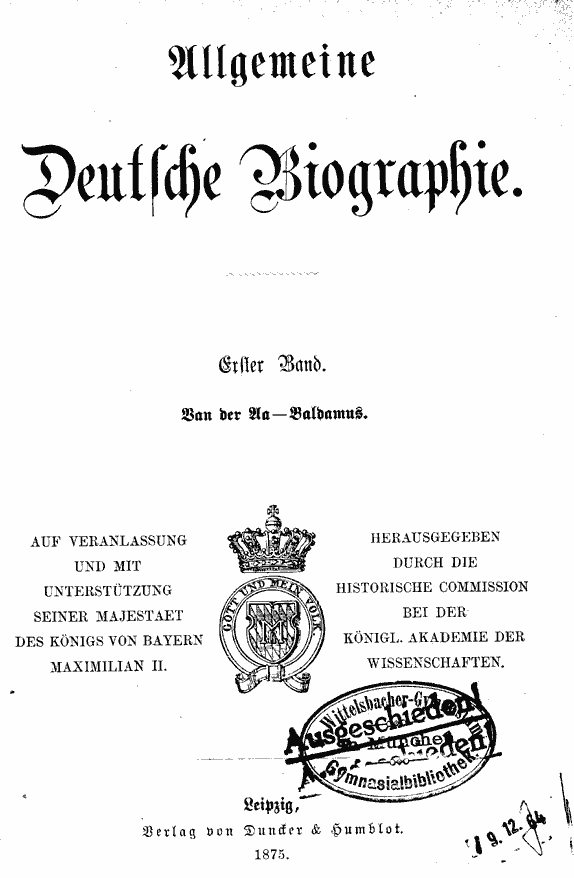
Allgemeine Deutsche Biographie, Titelblatt

- Allgemeine Deutsche Biographie. Bände 1–56. Leipzig 1875–1912.
- Johannes Rothe: Düringische Chronik. Verein für thüringische Geschichte und Alterthumskunde. Frommann, Jena 1859.
- Die historischen Volkslieder der Deutschen vom 13. bis 16. Jahrhundert. 5 Bände. Vogel, Leipzig 1865–1869. Bayerische Staatsbibliothek
- Aegidius Albertinus: Lucifers Königreich und Seelengejaidt. Deutsche National-Litteratur. Historisch kritische Ausgabe 26. Band. Spemann, Berlin 1884.